# Tadeusz Wesołowski
Tadeusz Wesołowski (?, 1918 – Warschau, 1972) was een Pools componist en accordeonist.
Wesołowski was een in heel Polen bekende accordeon virtuoos. Hij was lid in verschillende ensembles zoals de Harmoniści radio bands, de Felix Dzierżanowski Band met Kaczynski en Suchocki. Met de Harmoniści radio bands verzorgde hij in 1938 een omroep-uitzending en werd daardoor bekend.
Als componist schreef hij vooral voor zijn instrument en heeft daarbij bijdragen geleverd voor typische Poolse volksmuziek (Krakowiak, mazurka, kujawiak, polka, Oberek enz.).

## Composities

### Werken voor harmonieorkest
- Dzwoneczki Liliowe
- Na Krakowskim Rynku

### Werken voor accordeon
- 1971 Żołnierska polka
- Bal u Joska, wals
- Biały mazur, mazurka
- Budziszynka
- Dziadek-polka
- Dzwoneczki liliowe
- Elektryczne schody (De roltrap), polka[1]
- Gleboka studzienka, wals
- Hej, tam od Krakowa
- Hejnał krakowski
- Jubilatka
- Kujawiaka graj
- Marsz powitalny dla generałów
- Marsz Radion
- Mazur nr 2
- Moje_marzenie, wals
- Na Krakowskim Rynku
- Na rynku
- Na swojską nutę
- Na wesoło
  1. Ploteczka - polka
  2. Miłe spotkanie - wals
  3. Z temperamentem - polka
  4. Siarczysty
  5. Ania - wals
  6. Złota podkóweczka - polka
  7. Z obcasa
  8. Na Krakowskim Rynku - krakowiak
  9. Lucynka - polka
  10. Ira - wals
  11. Zabawna lalka - polka
- Nad Waroczą, wals
- Nie masz tańca nad mazura, mazurka
- O mej matuli
- O polnocy, wals
- Oberek ślubny
- Ozdobne paciorki, kujawiak[2]
- Polka Szabasówka[3]
- Polonez
- Sandomierski oberek
- Śmieszka
- Sulejowa
- Szła dzieweczka, wals
- Uplywa szybko zycie, wals
- Wiarusy
- Wiazanka Krakowiaków
- Wiosenna poleczka
- Z temperamentem[4]
- Zielony kapelusik, wals